# Frederick Walker Pitkin

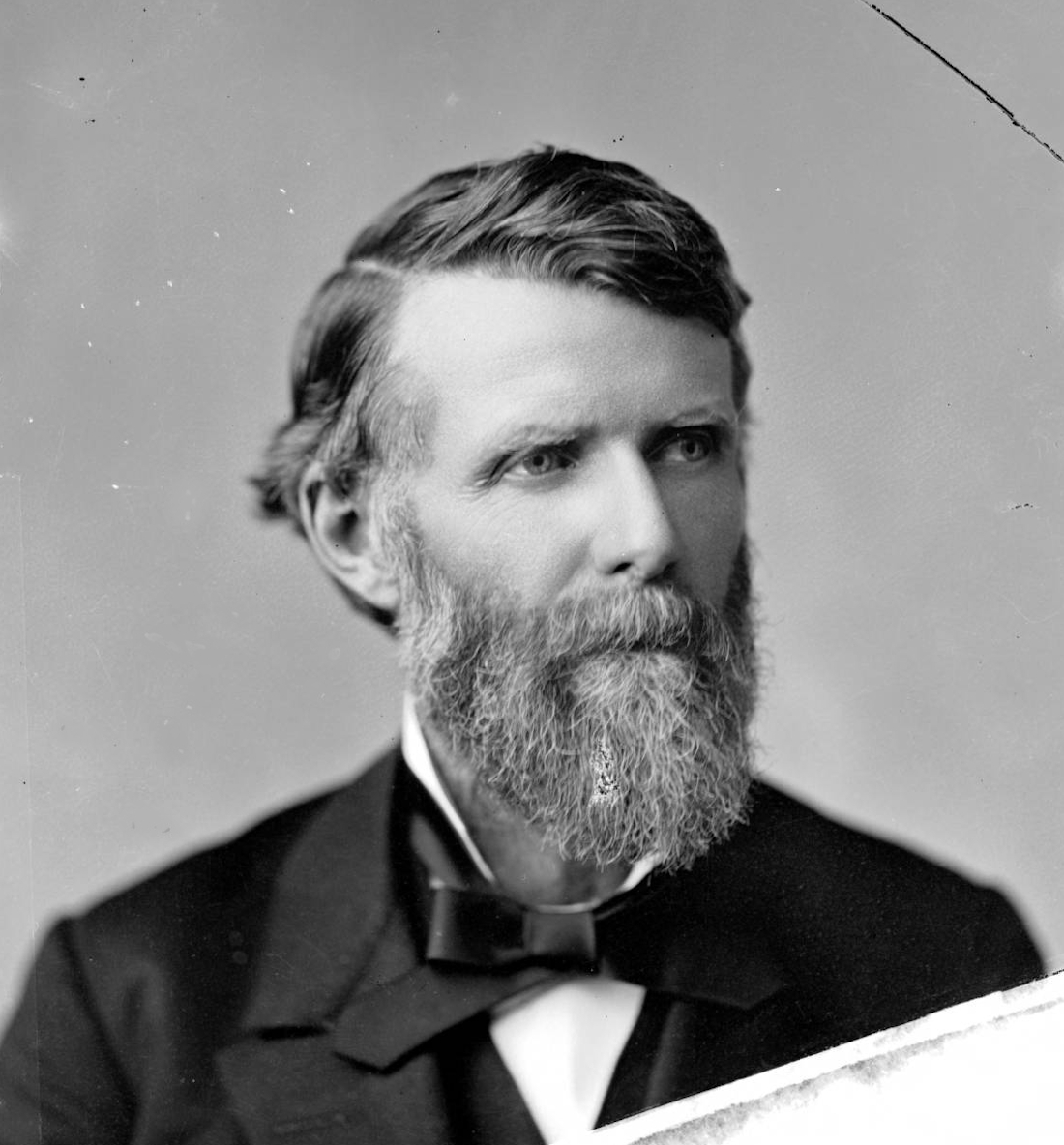
Frederick Walker Pitkin

Frederick Walker Pitkin (* 31. August 1837 in Manchester, Connecticut; † 18. Dezember 1886 in Denver, Colorado) war ein US-amerikanischer Politiker (Republikanische Partei) und von 1879 bis 1883 der zweite Gouverneur des US-Bundesstaates Colorado.

## Frühe Jahre und Aufstieg
Frederick Pitkin besuchte bis 1858 die Wesleyan University. Nach einem anschließenden Jurastudium an der Albany Law School wurde er 1859 als Rechtsanwalt zugelassen. Im Jahr 1860 zog er nach Milwaukee in Wisconsin, wo er Teilhaber einer erfolgreichen Kanzlei wurde. Durch eine Krankheit war er im Jahr 1872 gezwungen, diese Stellung aufzugeben. Stattdessen trat er eine zweijährige Reise nach Europa an, um seine Krankheit auszukurieren. Nach seiner Rückkehr im Jahr 1874 zog er in das südwestliche Colorado. Dort verbesserte sich sein Gesundheitszustand und er wurde wieder als Anwalt tätig. Außerdem stieg er in das Bergbaugeschäft ein.

## Gouverneur von Colorado
1878 wurde Pitkin zum Gouverneur seines Staates gewählt. Er trat sein neues Amt am 14. Januar 1879 an und konnte nach einer Wiederwahl im Jahr 1880 bis zum 9. Januar 1883 im Amt bleiben. Während seiner zwei Amtszeiten als Gouverneur hatte er es mit verschiedenen Krisen zu tun. Hierzu zählt der „Eisenbahnkrieg“, in den die Atchison, Topeka-Santa Fe und die Denver-Rio Grande-Eisenbahnen verwickelt waren. Außerdem ließ er einen Aufstand der Ute-Indianer in der Schlacht am Milk Creek niederschlagen und verhängte zur Bekämpfung eines Bergarbeiterstreiks in Leadville das Kriegsrecht. Seine Kandidatur für den US-Senat im Jahr 1882 blieb erfolglos.
Nach dem Ende seiner Amtszeit zog sich Pitkin aus der Politik zurück. Er war wieder als Anwalt tätig und widmete sich dem Bergbau. Frederick Pitkin starb im Dezember 1886. Er war mit Fidelia M. James verheiratet, mit der er vier Kinder hatte. Das Pitkin County in Colorado wurde nach ihm benannt.